# Еган Адамс
Еган Адамс (англ. Egan Adams; нар. 15 червня 1959) — колишній американський тенісист.
Найвищу одиночну позицію світового рейтингу — 109 місце досяг 3 січня, 1983, парну — 91 місце — 29 квітня, 1985 року.

## Фінали Гран-прі за кар'єру

### Парний розряд: 1 (0–1)
| Результат | W/L | Дата     | Турнір        | Покриття | Партнер   | Суперники                    | Рахунок  |
| --------- | --- | -------- | ------------- | -------- | --------- | ---------------------------- | -------- |
| Поразка   | 0–1 | Лис 1982 | Кіто, Еквадор | Ґрунт    | Рокі Роєр | Хайме Фійоль Педро Реболледо | 2–6, 3–6 |

## Титули на челленджерах

### Парний розряд: (2)
| Ранг | Рік  | Турнір         | Покриття | Партнер       | Суперники                 | Рахунок       |
| ---- | ---- | -------------- | -------- | ------------- | ------------------------- | ------------- |
| 1.   | 1981 | Реус, Іспанія  | Ґрунт    | Роббі Вентер  | Джуні Чатмен Брюс Дерлін  | 6–7, 6–4, 6–4 |
| 2.   | 1985 | Лагос, Нігерія | Ґрунт    | Марк Вулдрідж | Петер Ельтер Петер Фейгль | 6–4, 6–4      |